# Superminipočítač

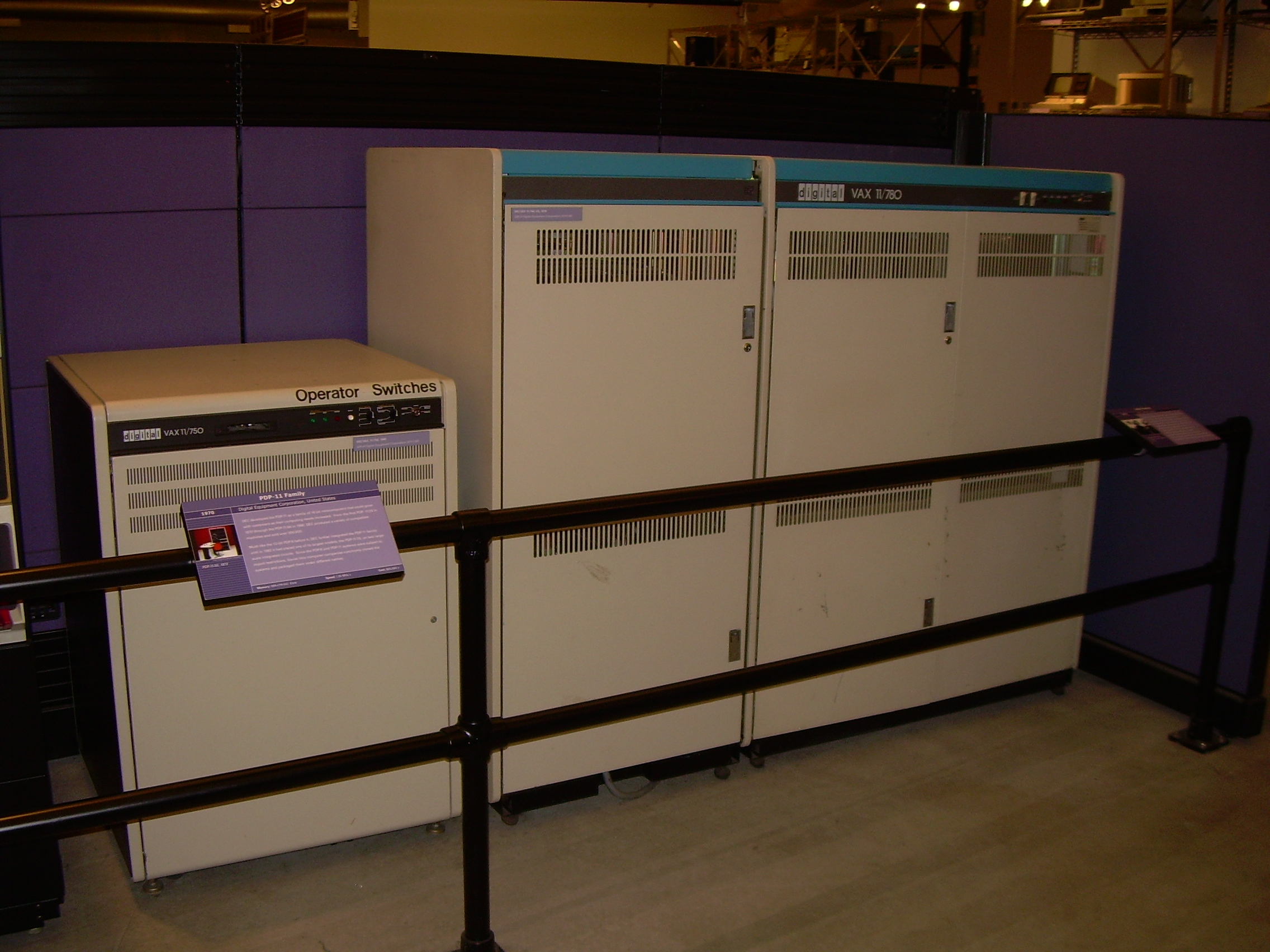
DEC VAX-11/780 (vpravo)

Superminipočítač (též supermini) bylo v informatice označení pro „minipočítač s vysokým výkonem v porovnání s klasickými minipočítači“. Termín byl používán od poloviny 70. let 20. století především pro rozlišení mezi nově vznikajícími 32bitovými minipočítači a klasickými 16bitovými minipočítači. Termín je nyní velmi zastaralý, ale stále zůstává předmětem zájmu studentů a výzkumných pracovníků v oblasti počítačové historie.

## Významné superminipočítače
- Norsk Data NORD-5, první supermini vydán v roce 1972
- Norsk Data Nord-50, 1975
- Interdata 7/32 a 8/32 později převzat PerkinElmer
- Systems Engineering Laboratories 32/55, 1976
- DEC VAX-11/780, dodáno v únoru 1978
- Data General Eclipse MV/8000, 1980
- MAI Basic Four MAI 8000, 1983 a MPx
- Gould Electronics Powernode 9080
- Gould Electronics NP-1
- Norsk Data ND-500, 1981
- Norsk Data ND-570/CX
- Prime Computer 750